# Aalder Island
Aalder Island – wyspa (island) w kanadyjskiej prowincji Nowa Szkocja, w hrabstwie Lunenburg, na rzece Gold River, na południe od jeziora Lake Charlotte; nazwa urzędowo zatwierdzona 21 sierpnia 1974. Nazwa wyspy pochodzi od nazwiska Aalders, które nosił Peter Aalders i jego męscy potomkowie.
.